# Philodendron verrucapetiolum
Philodendron verrucapetiolum är en kallaväxtart som beskrevs av Thomas Bernard Croat. Philodendron verrucapetiolum ingår i släktet Philodendron och familjen kallaväxter. Inga underarter finns listade.